# Isla Robinson Crusoe
La Isla Robinson Crusoe, hasta 1966 llamada Más a Tierra (o Más Atierra), es una isla de Chile que forma parte del archipiélago Juan Fernández. Tiene 47,9 km² y su población fue de 488 habitantes en el censo de 1992, mientras en el censo de 2002, el número de habitantes aumentó a 630, mayormente concentrada en el poblado de San Juan Bautista en la bahía Cumberland, fundado en 1877 por el barón Alfredo Van Rodt. La isla fue descubierta el 22 de noviembre de 1574 por el navegante español Juan Fernández (1528/30-1599). Administrativamente pertenece a la provincia y Región de Valparaíso.

## Historia

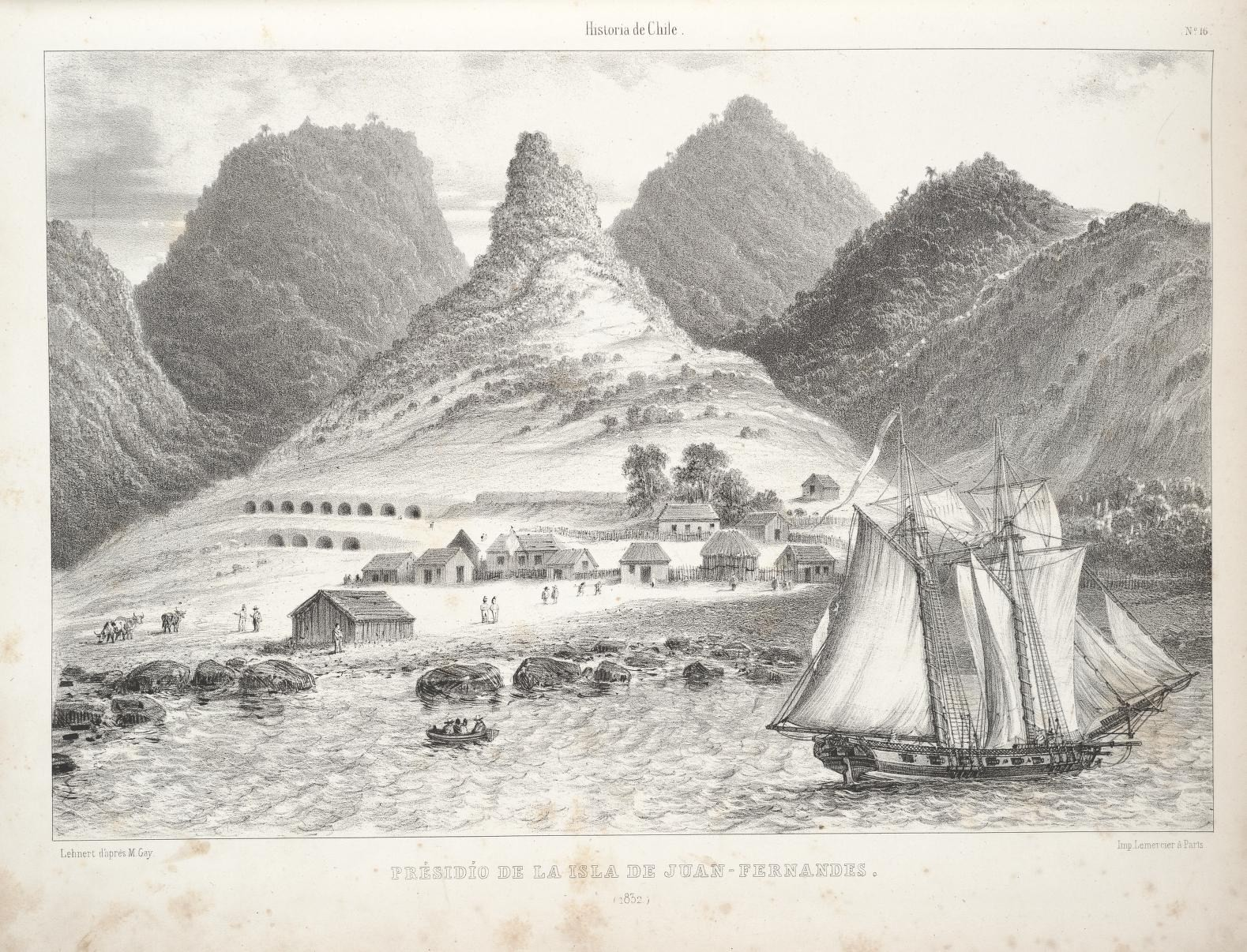
Presidio de la isla de Juan Fernández, ilustración de Claudio Gay (1854).

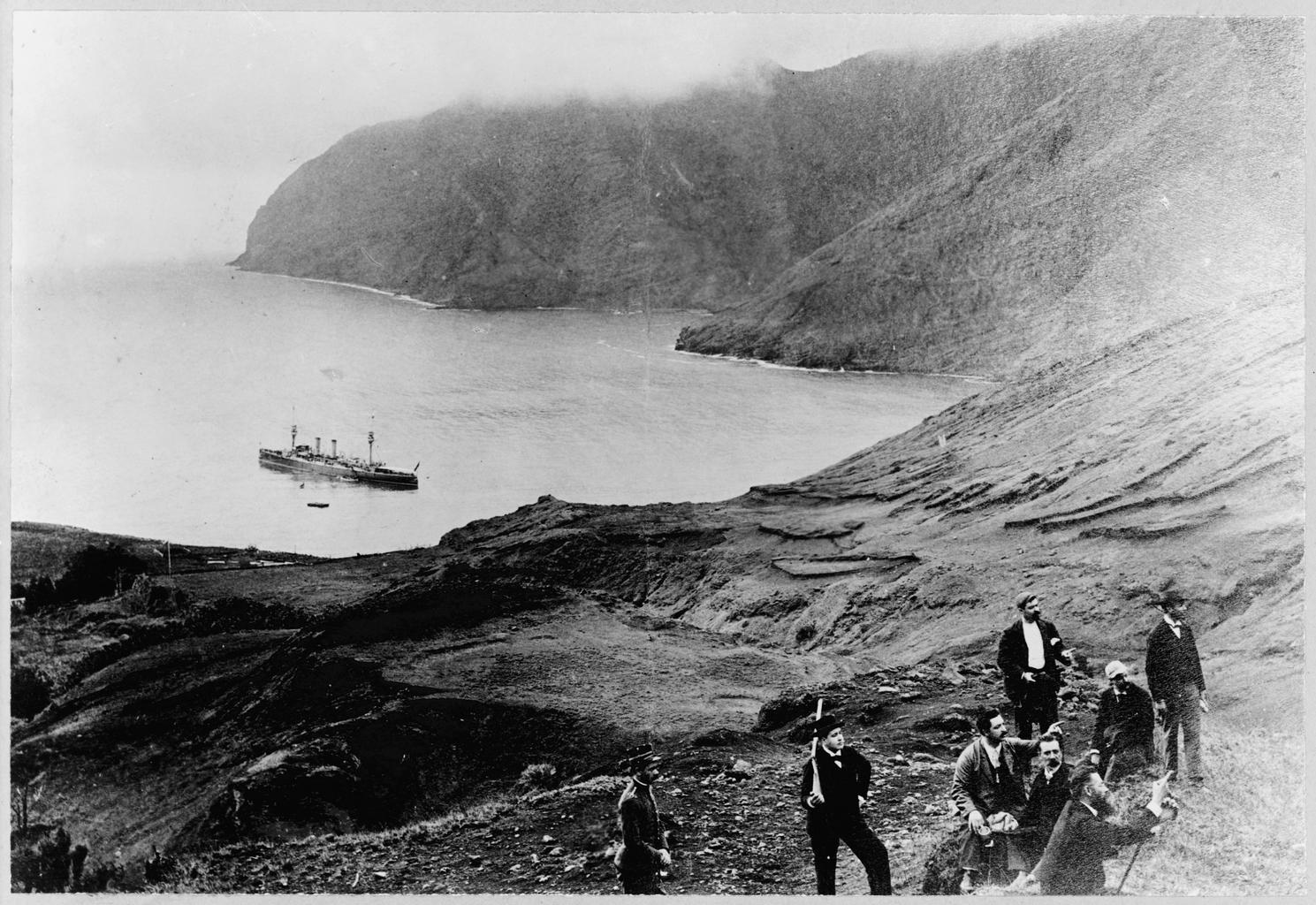
La isla Robinson Crusoe, tal como se la veía a finales del siglo XIX o principios del XX. El barco que se encuentra en la bahía de Cumberland es el crucero Esmeralda.

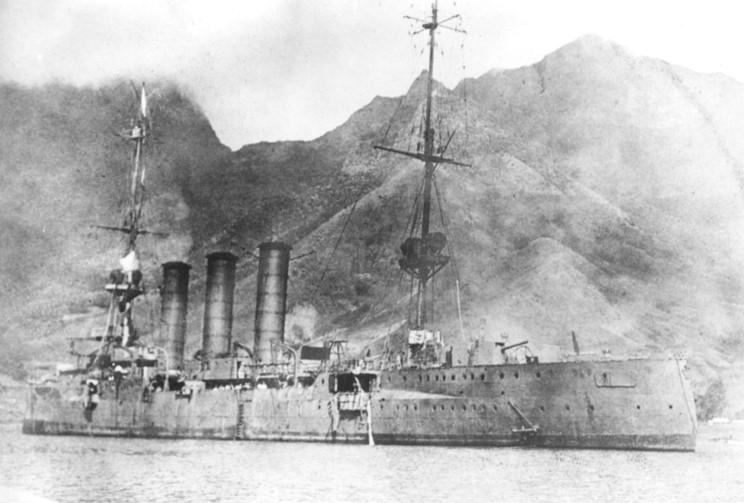
El crucero protegido alemán SMS Dresden en marzo de 1915, poco antes de su hundimiento en la bahía de Cumberland

Después del desastre de Rancagua en 1814, la isla sirvió de prisión hasta 1817 para los patriotas (Juan Egaña y otros) en la llamada Cueva de los Patriotas (Monumento Histórico desde 1979, ubicada en San Juan Bautista). En 1837 durante la Guerra contra la Confederación  Perú-Boliviana, el general venezolano José Trinidad Morán dirigió una audaz expedición sobre costas de la bahía de Cumberland en la que capturó la isla Juan Fernández, liberó a los prisioneros y destruyó las instalaciones penitenciarias.
En 1915, la isla se vio afectada por la Primera Guerra Mundial cuando el SMS Dresden fue hundido por su tripulación en Bahía Cumberland para evitar ser capturado por la flota británica.
Durante el primer gobierno del General Carlos Ibáñez del Campo (1927-1931) la isla fue convertida nuevamente en prisión.
Esta isla, como parte del archipiélago Juan Fernández, es parque nacional de Chile desde 1935 y desde 1977 es también Reserva de la biósfera por declaración de la UNESCO. En la isla existe una gran cantidad de especies endémicas (flora y fauna), lo que suscita un gran interés científico a nivel mundial; muchas de estas especies están bajo amenaza de extinción. Algunas de estas especies son el picaflor rojo de Juan Fernández, el lobo marino de Juan Fernández, algunas especies de col, como la Dendroseris litoralis, y de helechos.
La principal actividad económica isleña es la pesca de la langosta de Juan Fernández (Jasus frontalis). Su población varía según la época del año: en febrero o marzo hay jóvenes que emigran al continente para continuar estudios superiores; en mayo (una vez se levanta la veda de la langosta) una cincuentena de pescadores, y familiares de estos se trasladan de vuelta desde la isla Alejandro Selkirk (Más afuera o Masafuera), también parte del Archipiélago, donde pasaron unos ocho meses trabajando en la pesca; en octubre los pescadores y familiares se van nuevamente a la isla Alejandro Selkirk; en diciembre muchos isleños y turistas visitan la isla durante el período de vacaciones.
En la isla hay un Municipio de la comuna Juan Fernández, cuya máxima autoridad es el alcalde y desde 2016 este cargo corresponde a Leopoldo González Charpentier. Además la isla posee una Capitanía de Puerto con representantes de la Armada de Chile, quienes velan por el tráfico marítimo en la bahía Cumberland y en toda la isla. Existe también un destacamento de Carabineros de Chile.
El 2 de septiembre de 2011 se produjo un accidente aéreo en el que murieron los 21 pasajeros que viajaban, entre ellos el reconocido presentador de televisión Felipe Camiroaga, el periodista (y compañero de trabajo de este) Roberto Bruce y el conocido empresario y líder de la fundación Desafío Levantemos Chile Felipe Cubillos.

## Servicios

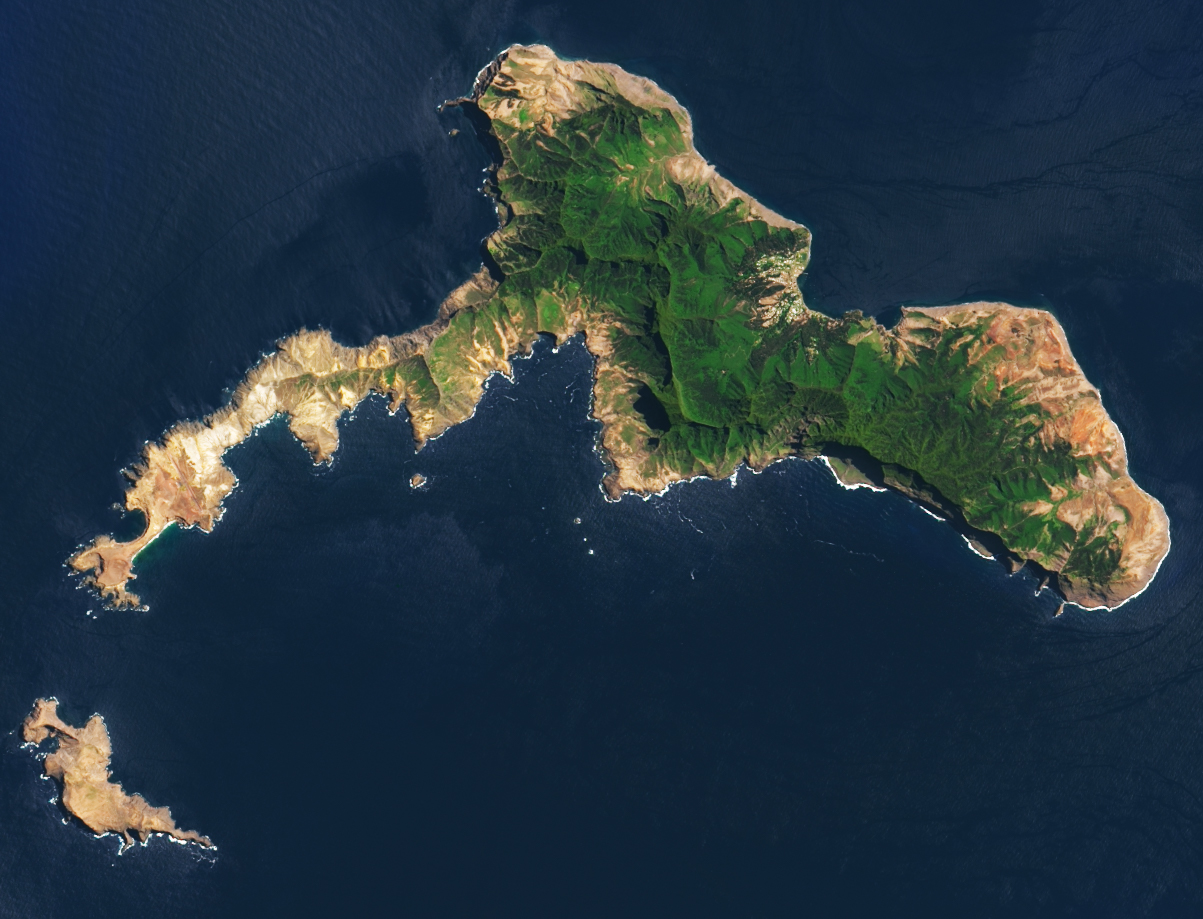
Imagen por satélite de la isla Robinson Crusoe, tomada en el año 2018.

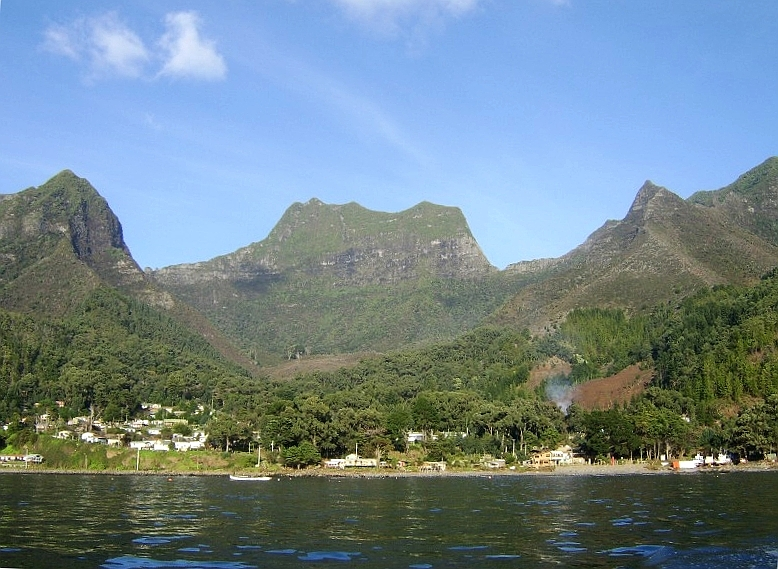
Vista de la Bahía Cumberland, en la isla Robinson Crusoe, con el cerro El Yunque en el fondo.

La isla cuenta con los siguientes servicios:
- Electricidad: La electricidad es generada por una planta termoeléctrica que utiliza generadores que funcionan con petróleo, que se transporta mes a mes desde el continente. Este servicio depende de la I. Municipalidad de Juan Fernández, que cobra por entregarlo.
- Agua potable: El agua se recoge de las vertientes que corren desde las cumbres de la isla, se almacena en diferentes estaciones donde se potabiliza. Este servicio depende de la Municipalidad de Juan Fernández, que cobra por entregarlo.
- Salud: Existe una "posta de salud", es decir, un centro de atención primario de salud. Este dispone de médico,  enfermero, matrona, dentista y otros colaboradores. La posta de salud de Juan Fernández depende del Servicio de Salud Valparaíso San Antonio, dependiente del Ministerio de Salud de Chile.
- Educación: Para enseñanza preescolar existe el Jardín Infantil "Sandalito", dependiente de JUNJI. Para enseñanza básica y enseñanza media (primaria y secundaria) existe el Colegio Insular Robinson Crusoe, quien atiende a niños desde kínder hasta el 4° año de Enseñanza Media, el cual depende de la I. Municipalidad de Juan Fernández y el Ministerio de Educación de Chile.
- Telefonía: A causa del tsunami del 27 de febrero de 2010, la antena satélite donada por Entel Chile y la planta telefónica que entregaba conexión de telefonía fija, fueron destruidas. Actualmente existe conexión de telefonía móvil, la cual es entregada por las empresas Movistar y Entel.
- Internet: Se realiza por medio del servicio de Internet móvil de las empresas antes señaladas, teniendo Entel una conexión tipo EDGE y Movistar una conexión tipo 3G. Sin embargo por la alta demanda, y el restringido ancho de banda de la conexión, esta es inestable. Existen también conexiones independientes y autónomas en algunas instituciones, tales como Carabineros de Chile, la Armada de Chile, la Dirección General de Aeronáutica Civil, la Posta de Salud, CONAF, Biblioredes (que además dispone de un punto de WiFi abierto ala comunidad) y el Colegio.
- Televisión: Dos señales de televisión abierta de Chile están presentes con repetidoras en la isla: Canal 13 y Televisión Nacional de Chile, lo que permite acceder a TV digital abierta. Además, una empresa privada ofrece servicios de televisión satelital (DirecTV).[3]

- La isla se abastece mensualmente por medio de un buque de carga ANTONIO de la empresa TRANSMARKO, empresa que se adjudicó la licitación para dicha actividad.

Para transportarse hacia o desde la isla existen dos líneas aéreas (ATA (Chile)|ATA y LASSA) que realizan vuelos regulare a la isla desde Santiago de Chile y Valparaíso. También ha entrado a este mercado la línea aérea AEROCARDAL, que vuela dos veces por semana entre los meses de octubre y abril. El costo de este viaje es de unos 1000 dólares para ir y volver, sin embargo, desde junio de 2009 el Estado chileno entregó una subvención de 12 a 14 pasajes aéreos semanales para los residentes de la isla, quienes pagan unos 150 dólares para ir y volver. Esporádicamente viajan hacia la isla buques de la Armada de Chile y también se puede viajar por este medio, aunque para hacerlo se debe pasar por un proceso de inscripción y selección de prioridad.
La isla fue golpeada por un tsunami, después del terremoto de 8.8, el 27 de febrero de 2010. Dieciséis personas murieron en San Juan Bautista. El tsunami de más de 5 metros de alto destruyó gran parte del pueblo. Una niña de doce años, llamada Martina Maturana, alcanzó a alertar a los vecinos y salvar a muchos de las olas del mar.

## Literatura

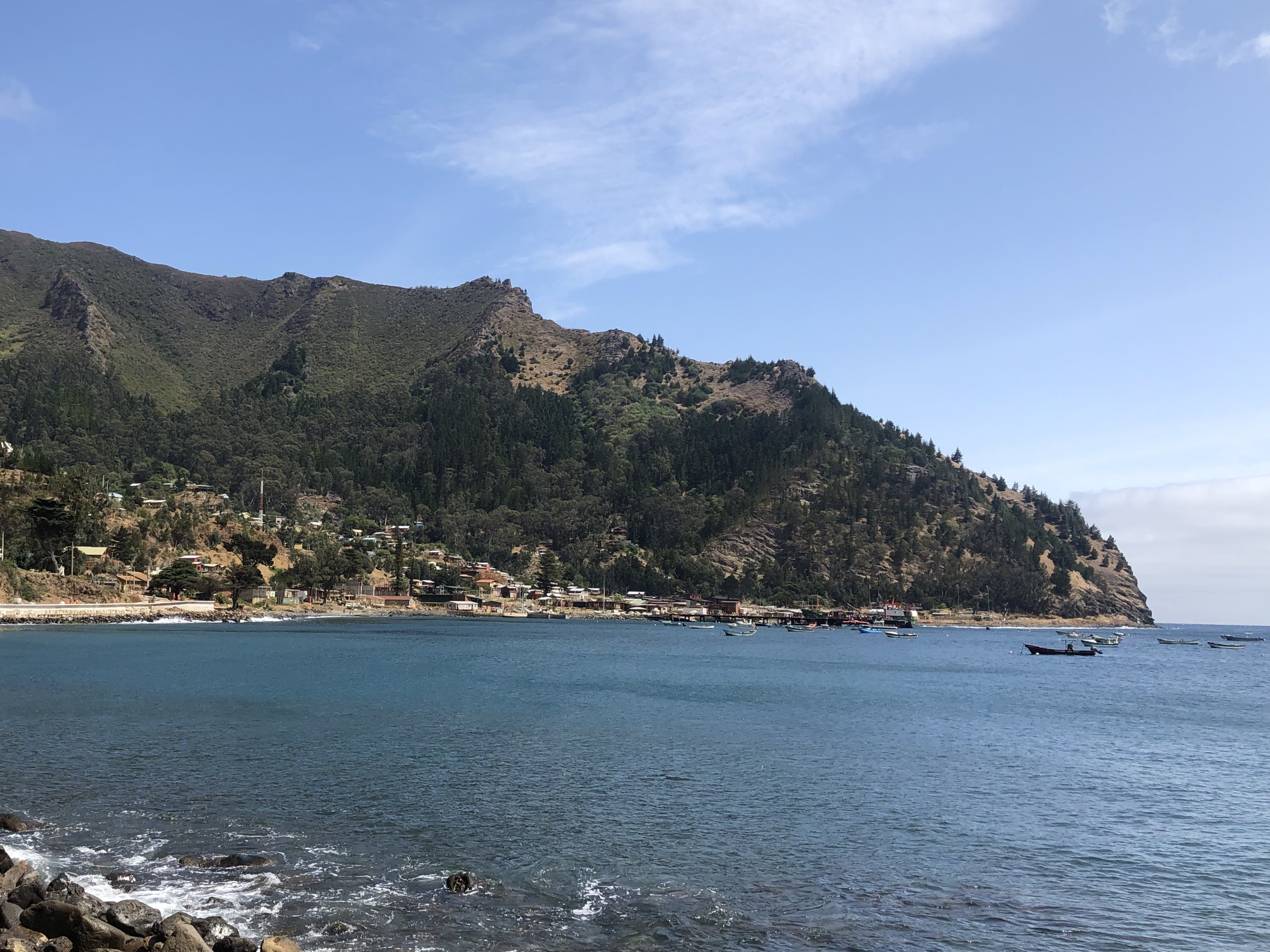
Vista de la bahía de la isla Robinson Crusoe desde la ciudad de San Juan Bautista.

La novela Robinson Crusoe está basada en dos naufragios, uno de ellos es la del marinero escocés Alexander Selkirk, que fue rescatado en 1709 tras pasar 4 años en esta isla desierta, que hoy lleva su nombre en honor al libro. Sin embargo, la novela de Daniel Defoe, en su primera edición de 1719, si bien usa experiencias de Selkirk, está ambientada en una isla ubicada cerca de la desembocadura del caudaloso río Orinoco, como en la experiencia también conocida por Defoe del náufrago español Pedro Serrano que naufragó en el Caribe.
La zona de Plazoleta El Yunque fue el lugar que escogió el marinero alemán Hugo Weber Fachinger como hogar durante la década de 1930. Él había naufragado antes frente a bahía Cumberland en el SMS Dresden durante la Primera Guerra Mundial. Fue bautizado cariñosamente como el Robinson alemán por la comunidad de San Juan Bautista (Chile) y se convirtió en el primer guadaparques insular de Chile. Escribió el libro "Signalmaat Weber", publicado en Alemania, donde dio cuenta de su aventura robinsoniana. 
Durante la Segunda Guerra Mundial, el marinero fue acusado de actuar como espía y de informar a la organización nazi acerca de la circulación de barcos por el océano Pacífico a través de su radiotransmisor. Ante el repudio de la población de la isla, del gobierno de Chile y la investigación de actividades nazistas en Chile, él y su esposa escaparon de Más a Tierra. Una película que se hizo sobre él (Ein Robinson) durante su estadía en la isla fue considerada propaganda nazi y proscrita. Lo mismo ocurrió con su libro en Alemania.